# Seznam italijanskih novinarjev
Seznam italijanskih novinarjev.

## A
- Corrado Aguias (1935-)
- Mario Albano
- Francesco Alberoni
- Luigi Albertini
- Ilaria Alpi
- Giorgio Amendola
- Giovanni Amendola
- Edmondo De Amicis
- Alessandro d'Ancona
- Salvo Andò
- Filippo Anfuso
- Piero Angela (1928-2022)
- Carlo Antoni
- Danilo Arona
- Giovanni Arpino

## B
- Giovanni Bacci
- Piero Badaloni
- Enzo Baldoni
- Marcello Baraghini
- Cristina Battocletti (biografinja Borisa Pahorja)
- Benedetta Barzini (1943)
- Luigi Barzini (st./ml.)
- Lelio Basso
- Pippo Baudo (1936-2025)
- Arrigo Benedetti
- Enzo Bettiza
- Enzo Biagi
- Michele Bianchi
- Daria Bignardi
- Luca Boneschi
- Giuseppe Boffa
- Giuseppe Bottai
- Dino Buzzati

## C
- Franco Calamandrei
- Sergio Canciani
- Luigi Capuana
- Mario Carli
- Guido Ceronetti
- Luciano Ceschia
- Carlo Collodi
- Enrico Corradini
- Luigi Covatta

## D
- Gabriele D'Annunzio
- Enrico Deaglio
- Paolo De Chiesa
- Lorenzo Del Boca
- Anna Dello Russo
- Giovanni Dozzini

## E
- Riccardo Ehrman

## F
- Oriana Fallaci
- Fabio Fazio
- Vittorio Feltri
- Ugo Finetti
- Giovanni Maria Flick
- Vittorio Foa
- Corrado Formigli
- Carmine Fotia

## G
- Giampiero Galeazzi
- Alcide De Gasperi
- Roberto Gervaso
- Antonio Ghislanzoni
- Mario Giordano
- Piero Gobetti
- Claudio Gregori
- Almerigo Grilz
- Lilli Gruber
- Adriano Guerra

## H
- (Miran Hrovatin)

## I
- Peppino Impastato

## J
- Francesco Jovine

## L
- Antonio Labriola
- Elda Lanza (1924-2019)
- Giuseppe Lazzati
- Dragomir Legiša
- Sergio Lepri (1919–2022)
- Gad Lerner
- Claudio Locatelli (1987)

## M
- Emilio Magni
- Curzio Malaparte
- Amerigo Manzini (1883-1978)
- Valerio Massimo Manfredi
- Serafino Mazzolini
- Enrico Menduni
- Vittorio Messori
- Gianni Minà (1938-2023)
- Costanza Miriano
- Luciano Mirone
- Maurizio Molinari
- Ernesto Teodoro Moneta
- Indro Montanelli (1909-2001)
- Paolo Morando
- Oddino Morgari
- Gaetano Mosca
- Giampiero Mughini
- Maurizio Musolino (1964-2016)
- Arnaldo Mussolini
- Benito Mussolini

## N
- Enrico De Nicola

## O
- Ugo Ojetti

## P
- Mario Pacor
- Barbara Palombelli
- Giampaolo Pansa
- Mario Pannunzio
- Giovanni Papini
- Goffredo Parise
- Valentino Parlato
- Ottavio Pastore
- Alessandro Pavolini
- Carmine (Mino) Pecorelli
- Luigi Pintor
- Fabio Pittorru
- Giuseppe Podgornik

## R
- Elisabetta Rasy
- Lidia Ravera
- Gianni Rodari
- Luigi Romersa
- Carlo Roselli
- Rossana Rossanda
- Nello Rosselli
- Ernesto Rossi
- Mauro Rostagno
- Paolo Rumiz

## S
- Alessandro Sallusti
- Gennaro Sangiuliano
- Michele Santoro
- Margherita Sarfatti
- Roberto Saviano
- Eugenio Scalfari
- Antonio Scarfoglio
- Edoardo Scarfoglio
- Gustavo Selva
- Matilde Serao
- Michele Serra
- Beppe Severgnini
- Giuliana Sgrena
- Alfredo Signoretti
- Alessandro Silj
- Ignazio Silone
- Adriano Sofri
- Giovanni Spadolini

## T
- Attilio Tamaro
- Tiziano Terzani
- Aldo Tortorella
- Marco Travaglio
- Claudio Treves
- Giuseppe Tucci
- Augusto Turati

## V
- Paolo Valera
- Chiara Valerio?
- Tullio Vecchietti
- Bruno Vespa
- Angelo Vivante
- Mitja Volčič (Demetrio Volcic)
- Carla Voltolina (por. Carla Pertini) (1921-2005)

## Z
- Cesare Zavattini
- Sergio Zavoli (1923-2020)
- Tullia Zevi
- Alvise Zorzi (1922–2016)
- Elio Zorzi